# Guilsborough
Guilsborough – wieś w Anglii, w hrabstwie Northamptonshire, w dystrykcie (unitary authority) West Northamptonshire. Leży 16 km na północny zachód od miasta Northampton i 112 km na północny zachód od Londynu. Miejscowość liczy 662 mieszkańców.